# Niklas Kölle
Niklas Kölle (* 17. November 1999 in Wolfsburg) ist ein deutscher Fußballspieler. Der Linksverteidiger steht beim Drittligisten SSV Ulm 1846 unter Vertrag.

## Sportlicher Werdegang

### Vereinskarriere
Kölle kam über die TuS Ehra-Lessien, Fortuna Bergfeld und die JSG Mörse-Ehmen im Jahre 2011 zum VfL Wolfsburg. Mit der U17 des VfL erreichte er in der Saison 2015/16 nach dem Gewinn der Meisterschaft in der Staffel Nord/Nordost das Halbfinale um die deutsche Meisterschaft. Anschließend schloss er sich dem 1. FSV Mainz 05 an und spielte mit der A-Jugend der Mainzer in den nächsten beiden Saisons in der A-Junioren-Bundesliga. Seit der Saison 2018/19 spielte er für die zweite Mannschaft in der viertklassigen Regionalliga Südwest.
Zur Saison 2020/21 wechselte Kölle innerhalb der Regionalliga Südwest zur zweiten Mannschaft der TSG 1899 Hoffenheim. Dort absolvierte er in zwei Spielzeiten 62 Regionalligaspiele.
Zur Saison 2022/23 wechselte der 22-Jährige in die 3. Liga zum MSV Duisburg, bei dem er einen Vertrag bis zum 30. Juni 2024 mit der Option auf ein weiteres Jahr unterschrieb. Über weite Strecken war er Stammspieler, verpasste aber im zweiten Jahr mit dem Klub den Klassenerhalt.
Vor der Saison 2024/25 wechselte Kölle in die 2. Bundesliga zum Aufsteiger SSV Ulm 1846. Nachdem er in der Hinrunde auch nach einem zeitweise verletzungsbedingten Ausfall lediglich einmal im DFB-Pokal zum Einsatz gekommen war, wurde er zum 1. Januar 2025 bis zum Saisonende an den abstiegsbedrohten Drittligisten VfL Osnabrück ausgeliehen. Dort setzte Trainer Marco Antwerpen direkt auf ihn und er stand regelmäßig in der Startelf, als der Klub insbesondere mit einer Serie von sieben Spielen ohne Niederlage zu Beginn der Rückrunde der Drittligaspielzeit 2024/25 vom vorletzten Tabellenplatz in den Bereich der Nichtabstiegsränge aufstieg und letztlich auf dem 14. Tabellenrang den Klassenerhalt schaffte. Anschließend kehrte er nach Ulm zurück, wo er vor Beginn der Drittligasaison 2025/26 seinen Vertrag vorzeitig im ein Jahr bis Sommer 2027 verlängerte.

### Nationalmannschaftslaufbahn
Kölle spielte 2016 und 2017 insgesamt sechsmal für die deutsche U-18-Nationalmannschaft.

## Erfolge
- Meister der B-Junioren-Bundesliga Nord/Nordost: 2016

## Persönliches
Kölle besuchte mit seinem Wechsel zu Mainz 05 die Elly-Heuss-Schule in Wiesbaden, eine Eliteschule des Fußballs. Sein jüngerer Bruder Robin (* 2001) ist ebenfalls Fußballspieler.